# 埃爾茨河
48°22′59″N 7°43′57″E / 48.38306°N 7.73250°E

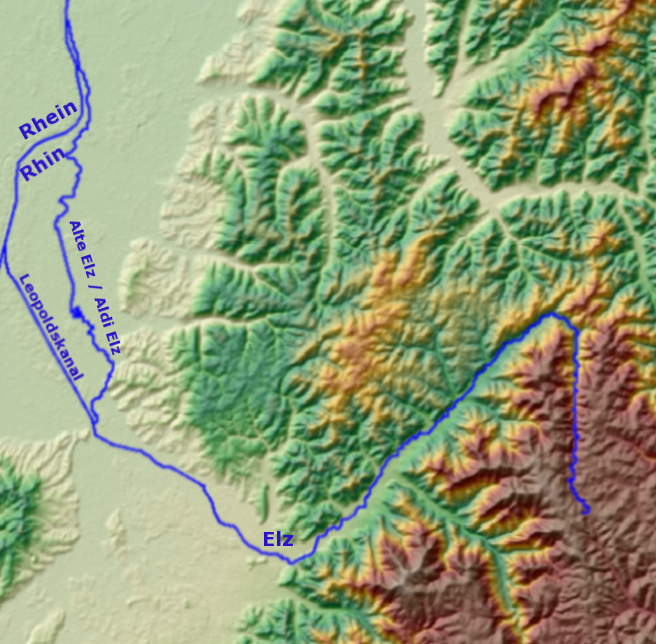

埃爾茨河（德语：Elz）是德國的河流，位於巴登－符騰堡州，屬於萊茵河的右支流，發源自黑森林，流經埃尔察赫、瓦尔德基希和埃門丁根，河道全長90公里，最終注入拉尔。